# Megasema albinotica
Megasema albinotica là một loài bướm đêm trong họ Noctuidae.